# Малое Варпаярви
Малое Варпаярви — пресноводное озеро на территории Кестеньгского сельского поселения Лоухского района Республики Карелии.

## Общие сведения
Площадь озера — 2,3 км², площадь водосборного бассейна — 62,7 км². Располагается на высоте 209,1 метров над уровнем моря.
Форма озера лопастная, продолговатая: оно более чем на четыре километра вытянуто с юго-запада на северо-восток. Берега изрезанные, каменисто-песчаные, местами заболоченные.
В залив на юго-востоке Малого Варпаярви впадает протока, вытекающая из озера Большого Варпаярви, находящегося несколько южнее.
Через озеро течёт река Варака, вытекающая из озера Карнисъярви и впадающая в Пяозеро.
В озере не менее трёх десятков небольших безымянных островов, рассредоточенных по всей площади водоёма.
Населённые пункты и автодороги вблизи водоёма отсутствуют.
Код объекта в государственном водном реестре — 02020000411102000000551.